# Хаггард, Дейзи
Се́лия Де́йзи Мо́рна Ха́ггард (англ. Celia Daisy Morna Haggard; род. 22 марта 1978, Лондон, Англия, Великобритания) — английская актриса и кинопродюсер.

## Биография
Селия Дейзи Морна Хаггард родилась 22 марта 1978 года в Лондоне (Англия, Великобритания) в семье режиссёра Пирса Хаггарда (род.1939) и Анны Словски.
Дейзи окончила «James Allen's Girls' School» и «London Academy of Music and Dramatic Art».

## Карьера
Дейзи дебютировала в кино в 1996 году, сыграв роль Спинни Кроссленд в эпизоде «Остановка сердца в систоле» телесериала «Тайны Рут Ренделл». В 2007—2010 года Хаггард озвучила министерский лифт в двух фильмах о Гарри Поттере — «Гарри Поттер и орден Феникса» (2007) и «Гарри Поттер и Дары Смерти: часть 1» (2010). Всего она сыграла в 48-ми фильмах и телесериалах.
В 2007 году Дейзи дебютировала в качестве продюсера с короткометражным фильмом «Prada и предубеждение», в котором она также сыграла роль женщины.

## Фильмография
актриса
| Год       |     | Русское название                    | Оригинальное название                         | Роль                            |
| --------- | --- | ----------------------------------- | --------------------------------------------- | ------------------------------- |
| 1996      | с   | Тайны Рут Ренделл                   | The Ruth Rendell Mysteries                    | Спинни Кроссленд                |
| 2001      | с   | Моя семья                           | My Family                                     | ассистентка дантиста            |
| 2002      | ф   | Макс                                | Max                                           | Хайди                           |
| 2003      | с   | Пип-шоу                             | Peep Show                                     | медсестра-практикантка          |
| 2005      | с   | Казанова                            | Casanova                                      | кокетка 1                       |
| 2007      | ф   | Гарри Поттер и орден Феникса        | Harry Potter and the Order of the Phoenix     | министерский лифт (озвучивание) |
| 2007      | кор | Prada и предубеждение               | Prada & Prejudice                             | женщина                         |
| 2008      | с   | Разум и чувства                     | Sense and Sensibility                         | мисс Стил                       |
| 2009      | с   | Прах к праху                        | Ashes to Ashes                                | Донна Митчелл                   |
| 2010      | ф   | Гарри Поттер и Дары Смерти: часть 1 | Harry Potter and the Deathly Hallows — Part 1 | министерский лифт (озвучивание) |
| 2010—2011 | с   | Доктор Кто                          | Doctor Who                                    | Софи                            |
| 2011      | с   | Убийства в Мидсомере                | Midsomer Murders                              | Фрэн Картер                     |
| 2011—2012 | с   | Эпизоды                             | Episodes                                      | Майра Лихт                      |
| 2013      | ф   | Даю год                             | I Give It a Year                              | Хелен                           |
| 2014      | с   | Дядя                                | Uncle                                         | Сэм                             |
| 2015      | с   | Чёрное зеркало (телесериал)         | Black Mirror                                  | Бэтс                            |
| 2018—2020 | с   | Хильда                              | Hilda                                         | Мама (озвучивание)              |
| 2023      | с   | История с лодкой                    | Boat Story                                    | Джанет Кэмпбелл                 |

продюсер
- 2007 — «Prada и предубеждение»/Prada & Prejudice